# Soral
Soral je obec na jihozápadě Švýcarska, v kantonu Ženeva. Žije zde 853 obyvatel.

## Geografie
Soral se nachází západně od řeky Aire, asi 10 km jihozápadně od centra Ženevy, v nejjižnější části kantonu Ženeva poblíž hranice s Francií. Sousedí se švýcarskými obcemi Bernex, Avusy a Laconnex a francouzskými obcemi Saint-Julien-en-Genevois a Viry (Haute-Savoie).

## Historie
Stopy osídlení se zde objevují již od římských dob. Ve středověku držely práva v Soralu rody de Viry a de Rougemont a převorství Saint-Victor, z nichž někteří obyvatelé byli farníky farnosti Thairy, jiní farnosti Viry. V roce 1536 byl Soral zařazen pod bernské panství Ternier a konvertoval k reformaci, ale v roce 1567 byl vrácen Savojsku, dokud nebyl Turínskou smlouvou z roku 1816 přidělen kantonu Ženeva. V letech 1816–47 patřila obec k obci Avusy-Laconnex-Soral (jako tzv. Communes réunies, „sloučené obce“), od roku 1847 obci Laconnex-Soral a nakonec se v roce 1850 osamostatnila.
V roce 1829 byla založena farnost Laconnex-Soral a v roce 1831 byl v Soralu postaven kostel Saint-Pierre-aux-Liens. Obec zůstala dopravně odříznutá až do roku 1840, kdy byla prodloužena silnice do Ženevy. Autobusová doprava na lince Laconnex – Soral – Avusy byla zahájena v roce 1951. Ve druhé polovině 20. století se obec, která byla vždy zemědělská, vzdala chovu dobytka ve prospěch pěstování obilovin. V roce 2005 poskytovalo zemědělství stále téměř 28 % pracovních míst v obci.

## Obyvatelstvo
| Rok            | 1860 | 1900 | 1950 | 2000 | 2010 | 2012 | 2014 | 2015 | 2016 | 2017 |
| Počet obyvatel | 333  | 329  | 241  | 597  | 727  | 718  | 762  | 752  | 767  | 760  |

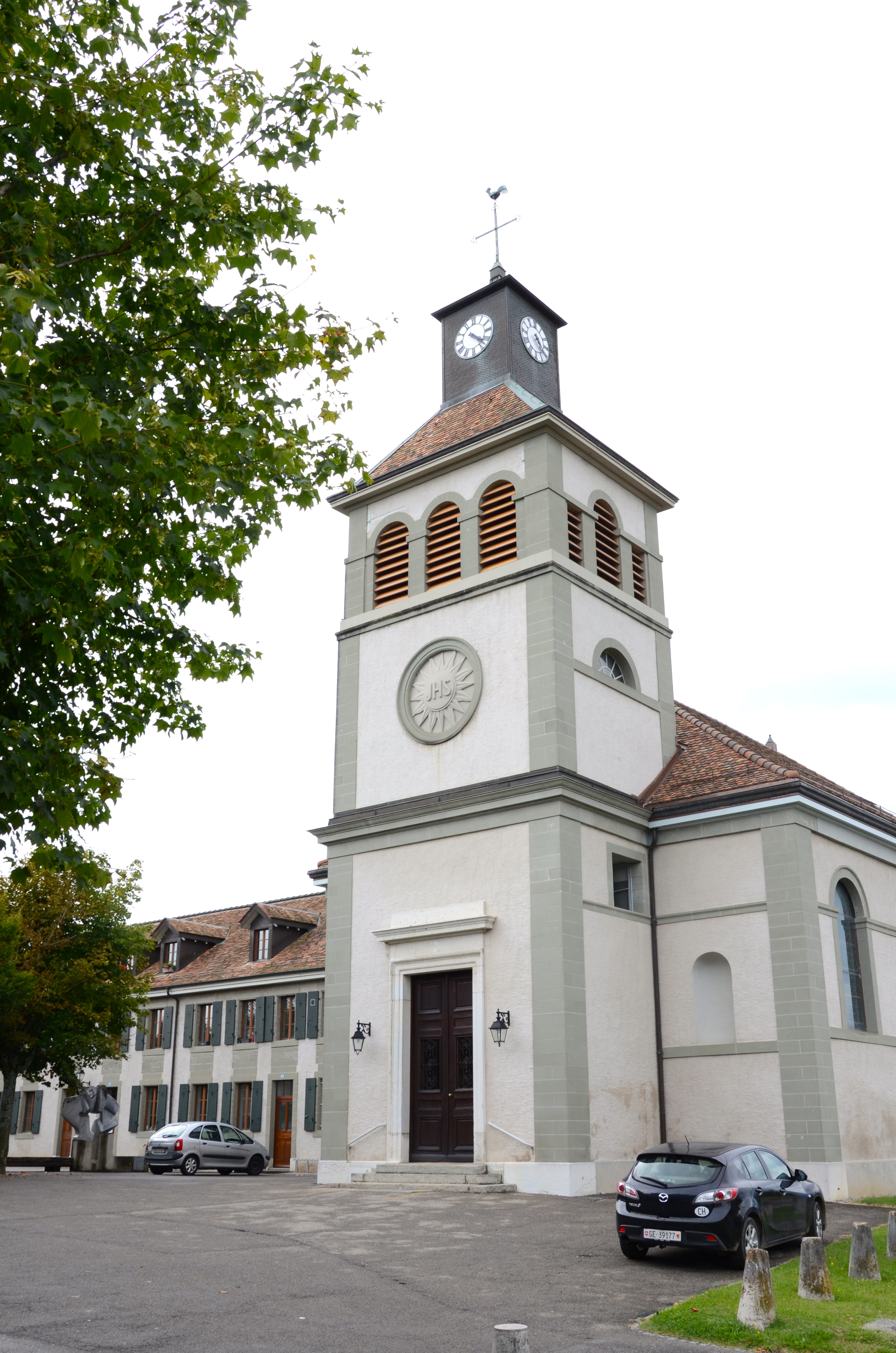
Kostel Saint-Pierre-aux-Liens

Většina obyvatel (k roku 2000) hovoří francouzsky (542, tj. 90,8 %), druhá nejčastější je němčina (18, tj. 3,0 %) a třetí angličtina (13, tj. 2,2 %).

## Doprava
Soral je napojen na síť veřejné dopravy autobusovými linkami které provozuje ženevský dopravní podnik Transports publics genevois (TPG). Železnice územím obce neprochází, nejbližší železniční stanice se nachází ve francouzském Saint-Julien-en-Genevois; na švýcarském území pak v Lancy.